# Radio Ivre
 (février 2013).
Si vous disposez d'ouvrages ou d'articles de référence ou si vous connaissez des sites web de qualité traitant du thème abordé ici, merci de compléter l'article en donnant les références utiles à sa vérifiabilité et en les liant à la section « Notes et références ».
Radio Ivre est une ancienne station de radio pirate française (1979-1983) qui obtient une autorisation d'émettre conjointement avec Radio Nova, en 1982,.

## Histoire
Radio Ivre est créée le 19 novembre 1978 par Jean-Marc Keller, Stéphane Billot et Patrick Leygonie dans l'ouest parisien. D'abord discrète, cette station diffuse notamment du reggae tard le soir. Son émetteur de 20 watts a la particularité de changer de fréquence d'émission rapidement pour déjouer les brouilleurs. Il se situe à Colombes, puis Courbevoie et dans le 16e  arrondissement de Paris.
Les fondateurs sont rejoints par Jean-François Aubac, créateur de Radio Noctiluque, et Patrick Vantroeyen de Radio Nid de Coucou, deux autres pionniers de la diffusion « FM pirate » à Paris. Ivre, Coucou et Noctiluque fondent alors l'Association pour le développement de Radio Ivre (ADRI) qui donne naissance à une nouvelle « Radio Ivre ». L'objectif est alors de « créer le média par le média  », sans recours au soutien de la presse écrite, comme d'autres mouvements de radio libre plus politisés. Ce soutien attise alors les saisies policières, les brouillages et diverses supercheries.
Les courses-poursuites avec la police se multiplient. Aussi, pour éviter de se faire trop vite repérer, la station devient « mobile ». Des auditeurs de la radio hébergent matériel et animateurs durant quelques heures puis intervient le déménagement vers un autre point haut de Paris, dit « un toit ». Cette stratégie permet à la station de subsister et se développer; ce que les maisons de disques remarquent en intégrant alors Radio Ivre sur leurs listings. Ainsi, Radio Ivre est sans conteste, la plus fameuse des radios pirates parisiennes entre 1979 et 1981. Elle ne sera jamais saisie.
Les responsables de Radio Ivre ont été condamnés en janvier 1981 devant la 17e chambre correctionnelle pour « infraction au monopole de radiodiffusion » à 1 000 francs d'amende mais amnistiés en juin 1981, après l'élection de François Mitterrand à la présidence de la République. 
La station « pirate » devient légale en 1982, recevant une licence d'émission conjointement avec Radio Nova dirigée par Jean-François Bizot du journal Actuel. L'intitulé « Nova-Ivre » disparaît en 1983 au profit du nom Radio Nova.
Leurs libertés a d'ailleurs été approuvées par l'Europe (Ref : Council of Europe General Secretariat, Actes Du Sixième Colloque International Sur la Convention Européenne Des Droits de L'Homme (Andalousie-Séville 13-16 novembre 1985), Political Science, 1988.

## Dans la culture
Le scénario du film L'Anniversaire réalisé par Diane Kurys n'est pas sans rappeler l'aventure de Radio Ivre.

## Animateurs et programmes de Radio Ivre
Patrick Vantroeyen
- Membre de l'ALO, Association pour la libération des ondes
- Fondateur de Radio Nid de Coucou en mars - avril 1978
- Cofondateur de la nouvelle Radio Ivre en septembre 1979
- Président de l'Association pour le développement de Radio Ivre (ADRI)
- Signataire avec Jean-François Bizot, directeur du mensuel Actuel, de la licence d'émission attribuée en juillet 2002 à Radio Nova via l'Association pour la création radiophonique
- Animation du direct avec les auditeurs par téléphone durant toute la période clandestine (1979-1981)
- Militant au micro pour la liberté des ondes et l'épuisement du monopole d’État et de ses centres de brouillage de radios libres.

Jean-Marc Keller
- Fondateur de la première Radio Ivre en novembre 1978
- Cofondateur de la nouvelle Radio Ivre en septembre 1979
- Trésorier puis Secrétaire Général (mars 1982) de l'Association pour le développement de Radio Ivre (ADRI)
- Proche collaborateur de Patrick Vantroeyen dans la direction technique, politique et artistique de la radio
- Organisateur de la logistique de la station : repérage et installation de l'émetteur et du studio chez ses auditeurs disposant d'un toit élevé.
- Coordinateur de l'intervention des animateurs à l'antenne et animateur d'émissions
- Représentant de l'Association pour le développement de Radio Ivre à l'Association pour la création radiophonique, fondée le 15 septembre 1982 (fusion Nova-Ivre)

Jean-François Aubac
- Membre de l'ALO, Association pour la libération des ondes
- Fondateur de Radio Noctiluque le 1er avril 1978
- Cofondateur de la nouvelle Radio Ivre en septembre 1979
- Secrétaire général de l'Association pour le développement de Radio Ivre (ADRI)
- Proche collaborateur de Patrick Vantroeyen dans la direction technique, politique et artistique de Radio Ivre jusqu'en mars 1982.
- Animateur d'émission : Revue de presse

Marina Urquidi
- Cofondateur de la nouvelle Radio Ivre en septembre 1979
- Responsable d'unité de programme Le Monde à Paris (tous les mercredis de 22h à 2h, ensuite tous les soirs de la semaine aux mêmes horaires), qui compte, entre autres, les animateurs : Laura Encabo, Fadia Dimerdji, Patrick Leygonie, Bowke Mafuna, Robert Minangoy, Sadi et Messa, Meg Morley...
- Animatrice de : Nous, c'est les autres (programme de l'unité Monde à Paris)

Claude Monnet
- Label manager des disques AZ, adhère à l'association en septembre 1979, ainsi que de nombreux autres radioteurs. Claude Monnet quitte Radio Ivre et fonde Oblique FM en décembre 1980.